# En nolla för mycket
En nolla för mycket är en svensk komedifilm från 1962 i regi av Börje Nyberg. I rollerna ses bland andra Carl-Gustaf Lindstedt, Lill-Babs och Birgitta Andersson.
Inspelningen ägde rum 1962 i Filmstaden Råsunda, övriga ospecificerade platser i Stockholm samt på Täby Galopp. Manusförfattare var Åke Widding, fotograf Hilding Bladh och kompositörer Simon Brehm och Carl-Henrik Norin. Filmen klipptes ihop av Lennart Wallén och premiärvisades i Stockholm den 10 september på biograferna Astoria, Roxy och Victoria. Den var 110 minuter lång och barntillåten.

## Handling
Lagerbiträdet Pontus Blom råkar få en nolla för mycket tryckt i taxeringskalendern och detta kommer att ändra hans liv.

## Rollista
- Carl-Gustaf Lindstedt – Pontus Blom, lagerbiträde, senare inköpschef
- Lill-Babs	– Eva Schmidt, sångare
- Birgitta Andersson – Lillan, fotomodell
- Siv Ericks – Kiddy Västerlund, chef för Mannekängsförmedlingen
- Ingvar Kjellson – Fredrik, direktör
- Toivo Pawlo – fanjunkaren
- Björn Gustafson – Rurik "Rulle" Överlund, reklamman
- Mona Malm – telefonist
- Gösta Prüzelius – disponent Georg Berg
- Jessie Flaws – Anna, mannekäng
- Åke Lagergren – trottoarsopare
- Robert Brandt – Svensing, bilförsäljare
- Kotti Chave – konsul Tärnström
- Sture Ström – en grälande man
- Claes Esphagen – Mikael, åkaren

Ej krediterade
- Tor Isedal – ryttmästare Ekeroth
- Sten Ardenstam – kyparen på Coq d'Or
- Ellika Mann – fru Berg
- Gun-Britt Öhrström – Grace, mannekäng
- Inger Taube – mannekäng
- Monica Ekman – mannekäng
- Ulla Edin	– mannekäng
- Runo Sundberg – Bosse, lagerbiträde
- Hanny Schedin – skurgumma
- Birger Lensander – kund
- Berth Söderlundh – kund
- Inga-Lill Åhström – kund
- Börje Nyberg – mannen med den fina bilen
- Mille Schmidt – hans chaufför
- Britta Pettersson	– fröken Svensson, kontorist
- Curt Löwgren – frukthandlaren
- Nils "Knas" Ohlson – sångaren på Coq d'Or
- Bjarne Næss – Evas vän på Täby galopp, mannen med sportbil
- Stig Johanson – Olsson, tränare
- Sigvard Törnqvist	– hästskötare
- Manne Grünberger – advokat
- Carl-Axel Elfving	– jockey
- Hilding Rolin – stuteriägare